# Срібна куля (фільм)
«Срібна куля» (англ. Silver Bullet) — американський фільм жахів 1985 року, оснований на романі Стівена Кінга «Цикл перевертня».

## Сюжет
Історія починається з розповіді юної Джейн Кослоу, сестри Марті Кослоу, сім'я якої брала участь у подіях фільму. У невеликому містечку, де живе сімейство Кослоу, помирає працівник залізничної дороги, смерть якого списують на нещасний випадок. Незабаром після цього вбиваю молоду вагітну жінку, яка збирається застрелитись. Після чого помирає Мілт Стармфуллер, попри те, що він був озброєним. Його сім'я покидає місто. Далі ввечері вбивають кращого друга Мартіна, який затримався в парку, граючись повітряним змієм.
Після смерті дитини місцеві жителі беруться за зброю і вирушають на полювання за звіром. Шериф намагається відмовити їх, але безуспішно. Місцевий священик, преподобний Лестер Лоу, втручається в боротьбу і просить не допускати кровопролиття, але його ніхто не слухає. Мисливці потрапляють в засідку, частина з них гине, інші біжать в страху. Ті, що вижили заперечують те, що вони побачили. У ніч після полювання преподобному Лоу сниться сон, в якому він читає проповідь про терпимість, як раптом його паства починає перетворюватися на вовків, навіть та її частина, що була мертва, і накидається на нього. Він прокидається в жаху і молиться про те, щоб все це закінчилося.
Результатом останніх подій стає введення комендантської години, а всі заходи, що проводяться в нічний час, скасовані. На вечірку, влаштовану сімейством Кослоу, приїжджає дядько Марті, Ред. Дядько підносить подарунок Марті — інвалідний візок з двигуном, яку він називає «Срібною кулею», і купу феєрверків. Марті вибирається з дому пізно вночі, вирушає на невеликий міст неподалік і запускає феєрверки. Тут на хлопчика нападає перевертень, якого він ранить феєрверком в око.
Вранці Марті розповідає все Джейн і просить допомогти знайти людину з травмою лівого ока. Джейн шукає людину під приводом збору пляшок і знаходить преподобного Лоу. Марті, розуміючи, що в цю історію ніхто не повірить, відправляє кілька анонімних листів Лоу, в яких пропонує йому вчинити самогубство. Лоу починає полювати за Марті і заганяє його в кут на мосту, де намагається виправдати свої вбивства. В цей час під'їжджає місцевий фермер і мимоволі рятує Марті життя.
Марті і Джейн розповідають дядькові Реду про те, що вони писали листи преподобному. Їм ледве вдається переконати дядька в тому, що преподобний намагався вбити Марті. Дядько Ред проводить експертизу, порівнюючи пошкодження і фарбу на візку Марті і машині Лоу, а потім вирушає до шерифа і переконує його перевірити наявну інформацію і алібі преподобного Лоу на момент вбивств жителів містечка. Шериф Геллер знаходить докази проти Лоу в його гаражі, включаючи закривавлену биту і жмутки волосся. Але незабаром туди приходить Лоу і, перетворившись на перевертня, вищевказаною битою б'є шерифа до смерті.
Мартін і Джейн вмовляють дядька Реда взяти їх срібні дрібнички (хрест і медальйон) і переплавити їх для срібної кулі. Для цього вони вирушають до старого чоловіка, який торгує різними господарськими товарами, але колись працював зброярем. Він виготовляє для них кулю. Щоб спровадити з дому сестру і зятя, Ред підлаштовує для них виграш — поїздку в Нью-Йорк для двох, а сам залишається з дітьми в будинку чекати преподобного Лоу. Серед ночі у вікні з'являється перевертень і лякає Джейн, проте дядько нікого не знаходить. Він починає сумніватися у всій цій історії і відправляє Марті і Джейн в ліжко. Тим часом перевертень ламає електрощит і позбавляє будинок світла. Перевертень пробиває стіну, проникає в будинок, накидається на Реда і жбурляє його з боку в бік. Марті вдається дістати кулю і прострелити перевертня друге око з револьвера. Убитий перевертень назад перетворюється на преподобного Лоу.

## У ролях
- Корі Гейм — Мартін Кослоу
- Еверетт Макгілл — преподобний Лоу
- Гері Б'юзі — дядько Ред
- Робін Гроувз — Нен Кослоу
- Леон Рассом — Боб Кослоу
- Террі О'Квінн — шериф Джо Голлер
- Меган Фоллоуз — Джейн Кослоу
- Джеймс Геммон — Ерні Веструм